# Jakutija
Jakutija ili Saha (ruski: Якутия; Республика Саха (Яку́тия), jakutski: Саха Сирэ; Саха Өрөспүүбүлүкэтэ) je republika u Ruskoj Federaciji smještena na ruskom Dalekom Istoku. 